# Annette Dabs

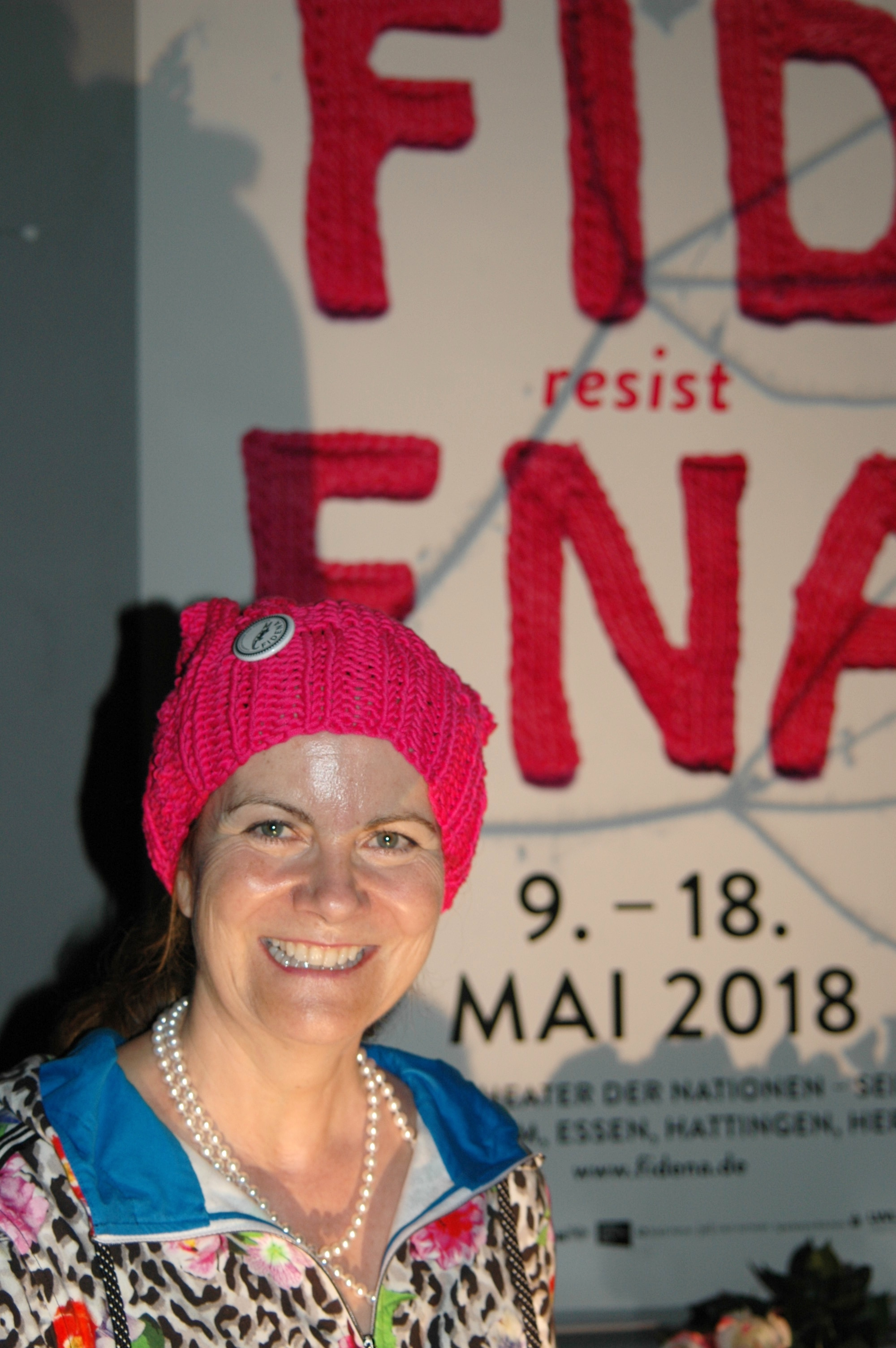
Annette Dabs (2018) mit einer sogenannten "Pussyhat"

Annette Dabs (* 1961 in Lübeck) ist eine deutsche Schauspiel- und Opernregisseurin und Kulturmanagerin. Seit 1997 leitet sie das Deutsche Forum für Figurentheater und Puppenspielkunst (dfp) und damit das internationale Figurentheater-Festival Fidena (Figurentheater der Nationen).

## Leben
Annette Dabs wurde 1961 als eines von drei Kindern von Hannelore Dabs, geborene Holznagel, und des Kürschnermeisters und Unternehmers Otto Dabs (ab 1984 Präsident vom Zentralverband des Kürschnerhandwerks), in Lübeck geboren. Sie studierte Musiktheater-Regie an der Hochschule für Musik und darstellende Kunst in Hamburg und wechselte anschließend zum Schauspiel. Neben Regieassistenzen an den Bühnen der Hansestadt Lübeck und bei Peter Zadek am Deutschen Schauspielhaus Hamburg, arbeitete sie bei einem Buchprojekt mit Johannes Grützke zusammen. Es folgte ein Studium des Kulturmanagements an der Hochschule für Musik und Theater in Hamburg, nach dem sie als persönliche Referentin der Kulturdezernentin in Kassel tätig war.
Annette Dabs führte Regie am Schauspiel Essen, am Schauspielhaus Bochum, am Musiktheater im Revier, an verschiedenen Stadttheatern und in der freien Szene. Seit 1997 ist sie Geschäftsführerin und künstlerische Leiterin des Deutschen Forums für Figurentheater in Bochum und künstlerische Leiterin des internationalen Festivals Fidena (Figurentheater der Nationen). Sie engagiert sich als Vizepräsidentin der UNIMA (Union Internationale de la Marionnette), als Präsidentin der Unima-Statutes-Commission sowie in der Unima-Commission for International Festivals und ist Mitglied des deutschen Zentrums des ITI (Internationales Theaterinstitut). Sie ist seit 2009 Trägerin des Ehrenrings der Stadt Bochum, erhielt den Ehren-Award des Bochumer Marketing-Clubs und ist seit 2024 Botschafterin der Stadt Bochum.